# Rząd Henry’ego Campbella-Bannermana

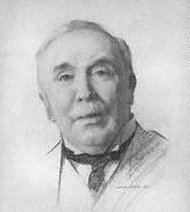
Henry Campbell-Bannerman, premier, pierwszy lord skarbu

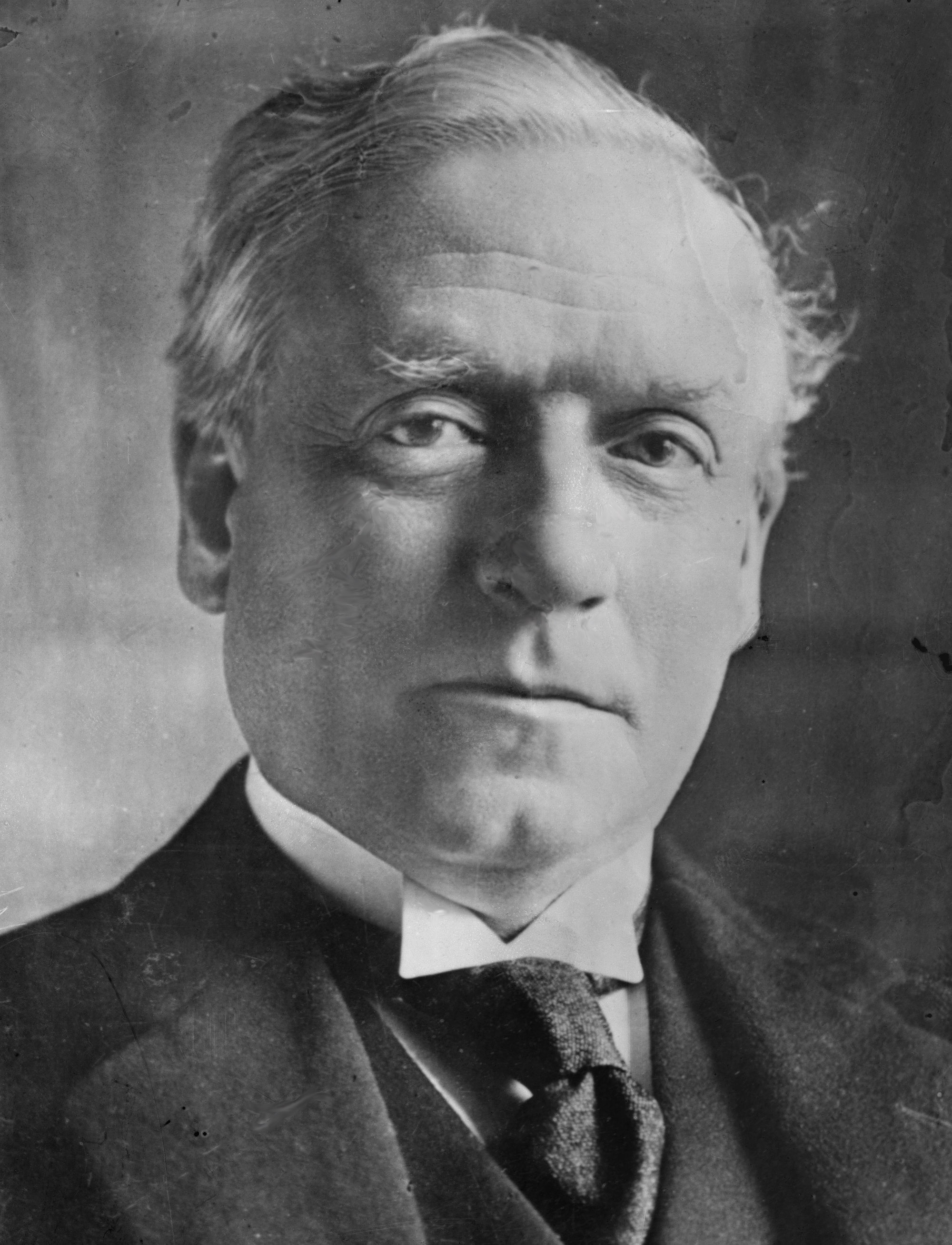
Herbert Henry Asquith, kanclerz skarbu

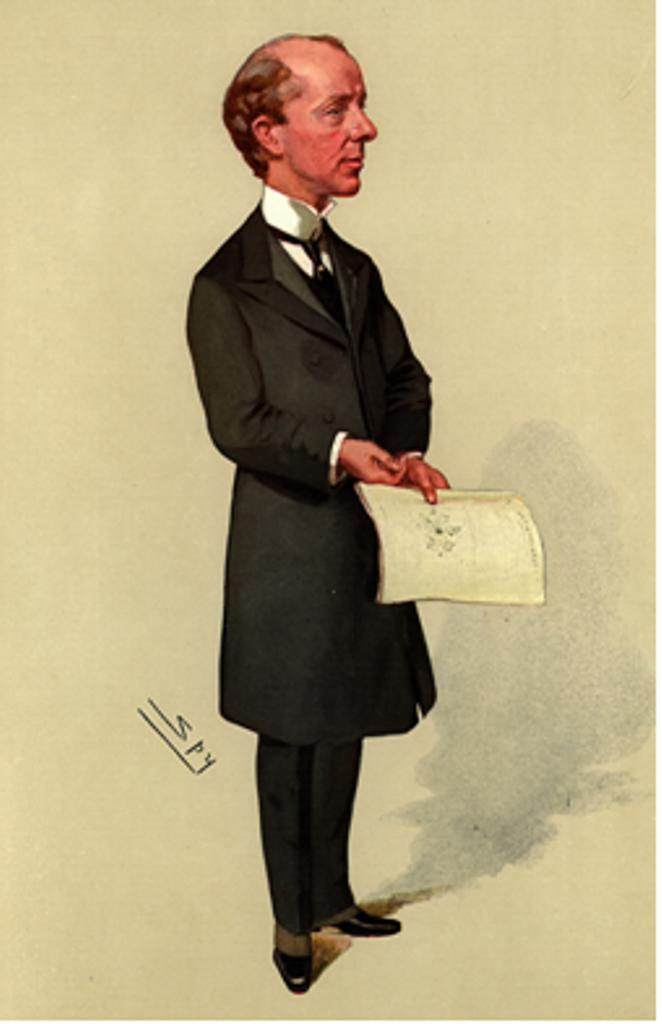
Reginald McKenna, finansowy sekretarz skarbu, przewodniczący Rady Edukacji

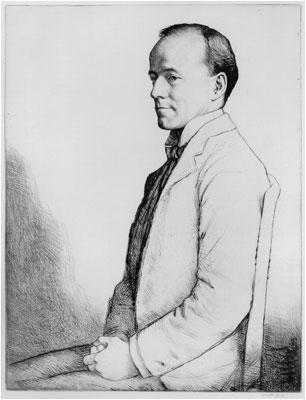
Walter Runciman, parlamentarny sekretarz przy Radzie Samorządu Lokalnego, finansowy sekretarz skarbu

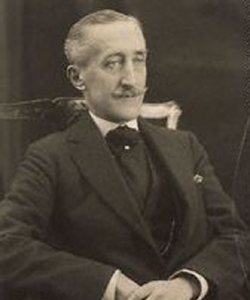
Freeman Freeman-Thomas, młodszy lord skarbu

Rząd brytyjskiej Partii Liberalnej pod przewodnictwem Henry’ego Campbella-Bannermana powstał 5 grudnia 1905 i przetrwał do rezygnacji premiera 3 kwietnia 1908.
Członków ścisłego gabinetu wyróżniono tłustym drukiem.

## Skład rządu
| Urząd                                                  | Imię i nazwisko | Kadencja                                          |
| ------------------------------------------------------ | --- | ------------------------------------------------- |
| Premier Pierwszy lord skarbu                           | Henry Campbell-Bannerman | 1905–1908                                         |
|                                                        | |                                                   |
| Kanclerz skarbu                                        | Herbert Henry Asquith | 1905–1908                                         |
| Parlamentarny sekretarz skarbu                         | George Whiteley | 1905–1908                                         |
| Finansowy sekretarz skarbu                             | Reginald McKenna Walter Runciman | 1905–1907 1907–1908                               |
| Młodsi lordowie skarbu                                 | Herbert Lewis Joseph Pease Freeman Freeman-Thomas Cecil Norton John Fuller John Henry Whitley | 1905–1908 1905–1906 1905–1908 1906–1907 1907–1908 |
| Lord kanclerz                                          | Robert Reid, 1. baron Loreburn | 1905–1908                                         |
| Lord przewodniczący Rady                               | Robert Crewe-Milnes, 1. hrabia Crewe | 1905–1908                                         |
| Lord tajnej pieczęci                                   | George Robinson, 1. markiz Ripon | 1905–1908                                         |
| Minister spraw wewnętrznych                            | Herbert Gladstone | 1905–1908                                         |
| Podsekretarz stanu w ministerstwie spraw wewnętrznych  | Herbert Samuel | 1905–1908                                         |
| Minister spraw zagranicznych                           | Edward Grey | 1905–1908                                         |
| Podsekretarz stanu w ministerstwie spraw zagranicznych | Edmon Fitzmaurice, 1. baron Fitzmaurice | 1905–1908                                         |
| Minister ds. kolonii                                   | Victor Bruce, 9. hrabia Elgin | 1905–1908                                         |
| Podsekretarz stanu w ministerstwie ds. kolonii         | Winston Churchill | 1905–1908                                         |
| Minister wojny                                         | Richard Haldane | 1905–1908                                         |
| Podsekretarz stanu w ministerstwie wojny               | Newton Wallop, 6. hrabia Portsmouth | 1905–1908                                         |
| Finansowy sekretarz w ministerstwie wojny              | Thomas Buchanan | 1905–1908                                         |
| Minister ds. Indii                                     | John Morley | 1905–1908                                         |
| Podsekretarz stanu w ministerstwie ds. Indii           | John Ellis Charles Hobhouse | 1905–1907 1907–1908                               |
| Pierwszy lord Admiralicji                              | Edward Marjoribanks, 2. baron Tweedmouth | 1905–1908                                         |
| Parlamentarny i finansowy sekretarz przy Admiralicji   | Edmund Robertson | 1905–1908                                         |
| Cywilny lord Admiralicji                               | George Lambert | 1905–1908                                         |
| Przewodniczący Rady Rolnictwa i Rybołówstwa            | Robert Wynn Carrington | 1905–1908                                         |
| Przewodniczący Rady Edukacji                           | Augustine Birrell Reginald McKenna | 1905–1907 1907–1908                               |
| Parlamentarny sekretarz przy Radzie Edukacji           | Thomas Lough | 1905–1908                                         |
| Główny sekretarz Irlandii                              | James Bryce Augustine Birrell | 1905–1907 1907–1908                               |
| Wiceprzewodniczący Departamentu Rolnictwa dla Irlandii | Horace Curzon Plunkett Thomas Wallace Russell | 1905–1907 1907–1908                               |
| Kanclerz Księstwa Lancaster                            | Henry Fowler | 1905–1908                                         |
| Przewodniczący Rady Samorządu Lokalnego                | John Burns | 1905–1908                                         |
| Parlamentarny sekretarz przy Radzie Zarządu Lokalnego  | Walter Runciman Thomas Macnamara | 1905–1907 1907–1908                               |
| Paymaster-General                                      | Richard Causton | 1905–1908                                         |
| Poczmistrz generalny                                   | Sydney Buxton | 1905–1908                                         |
| Minister ds. Szkocji                                   | John Sinclair | 1905–1908                                         |
| Przewodniczący Zarządu Handlu                          | David Lloyd George | 1905–1908                                         |
| Parlamentarny sekretarz przy Zarządzie Handlu          | Hudson Kearley | 1905–1908                                         |
| Pierwszy komisarz ds. prac publicznych                 | Lewis Harcourt | 1905–1908                                         |
| Prokurator generalny Anglii i Walii                    | John Walton William Robson | 1905–1908 1908                                    |
| Radca generalny Anglii i Walii                         | William Robson Samuel Thomas Evans | 1905–1908 1908                                    |
| Lord adwokat                                           | Thomas Shaw | 1905–1908                                         |
| Solicitor General dla Szkocji                          | Alexander Ure | 1905–1908                                         |
| Prokurator Generalny dla Irlandii                      | Richard Robert Cherry | 1905–1908                                         |
| Solicitor General dla Irlandii                         | Redmond John Barry | 1905–1908                                         |
| Lord steward                                           | Cecil Foljambe, 1. hrabia Liverpool William Lygon, 7. hrabia Beauchamp | 1905–1907 1907–1908                               |
| Lord szambelan                                         | Charles Spencer, wicehrabia Althorp | 1905–1908                                         |
| Wiceszambelan Dworu Królewskiego                       | Wentworth Beaumont, 2. baron Allendale John Fuller | 1905–1907 1907–1908                               |
| Koniuszy królewski                                     | Osbert Molyneux, 6. hrabia Sefton Bernard Forbes, 8. hrabia Granard | 1905–1907 1907–1908                               |
| Skarbnik Dworu Królewskiego                            | Edward Strachey | 1905–1908                                         |
| Kontroler Dworu Królewskiego                           | Alexander Murray | 1905–1908                                         |
| Kapitan Gentelmen-at-Arms                              | William Lygon, 7. hrabia Beauchamp Thomas Denman, 3. baron Denman | 1905–1907 1907–1908                               |
| Kapitan Ochotników Gwardii                             | William Montagu, 9. książę Manchester William Beaumont, 2. baron Allendale | 1905–1907 1907–1908                               |
| Lord-in-waiting                                        | Thomas Denman, 3. baron Denman Bernard Forbes, 8. hrabia Granard Richard Lyon-Dalberg-Acton, 2. baron Acton Granville Leveson-Gower, 3. hrabia Granville Gavin Hamilton, 2. baron Hamilton of Dalzell Edward Colebrooke, 1. baron Colebrooke Richard Herschell, 2. baron Herschell Maurice Towneley-O’Hagan, 3. baron O’Hagan | 1905–1907 1905–1908 1906–1908 1907–1908           |

## Galeria

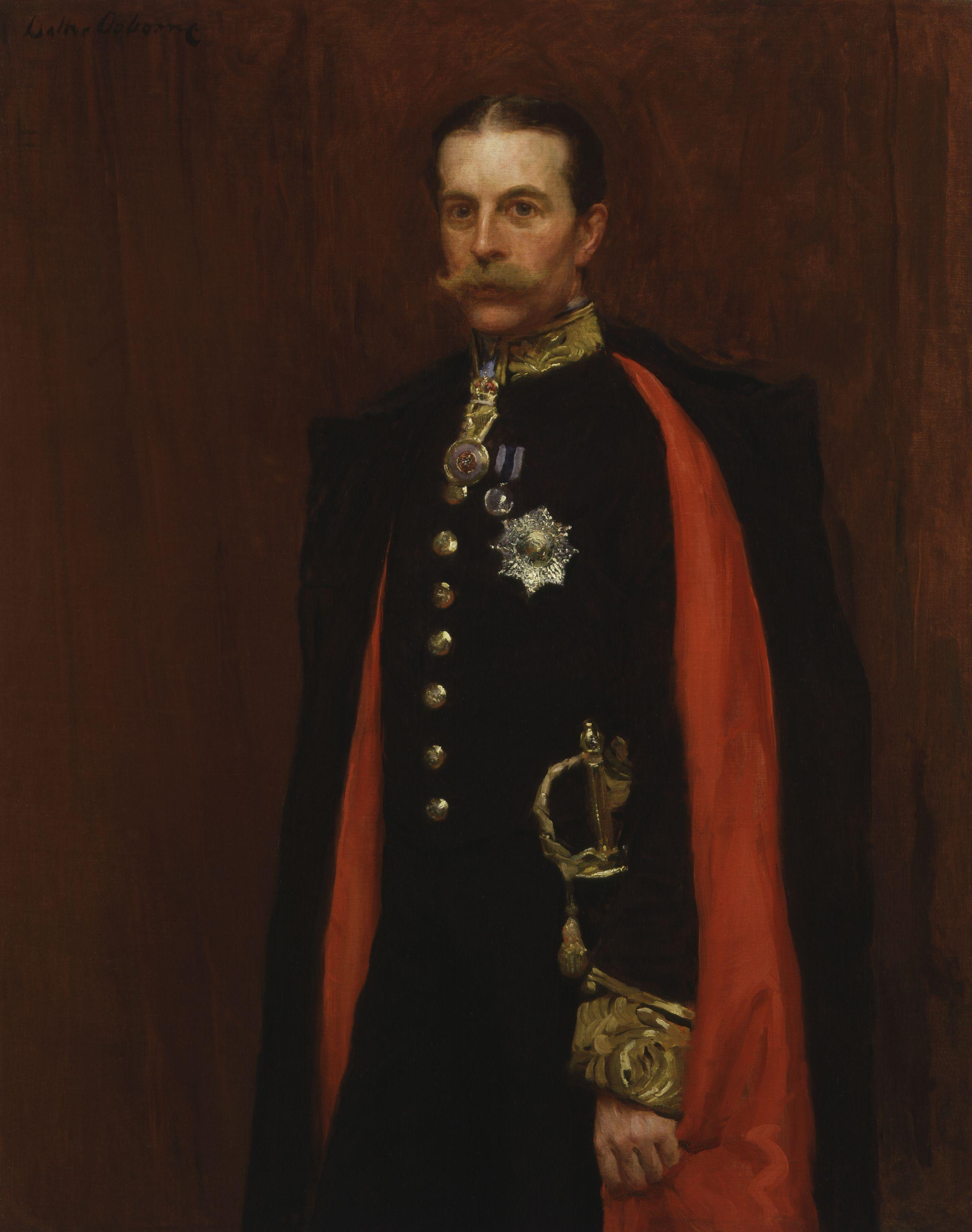
Hrabia Crewe, lord przewodniczący Rady
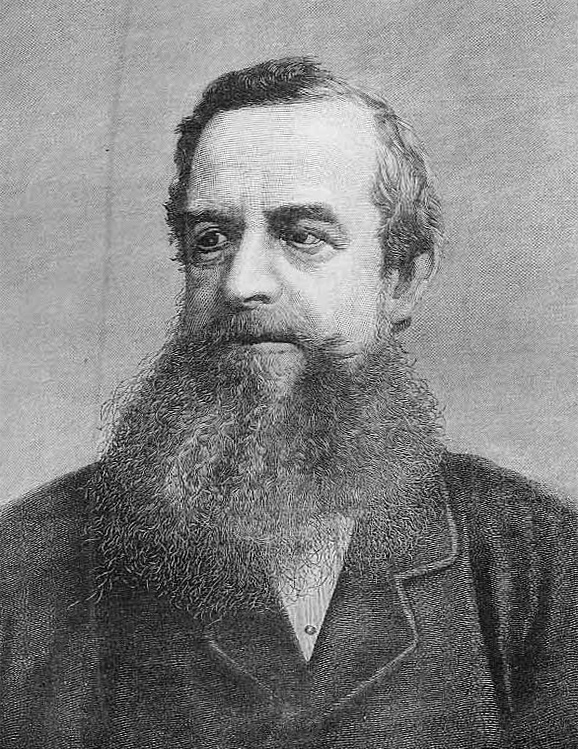
Markiz Ripon, lord tajnej pieczęci
Herbert Samuel, podsekretarz stanu w ministerstwie spraw wewnętrznych
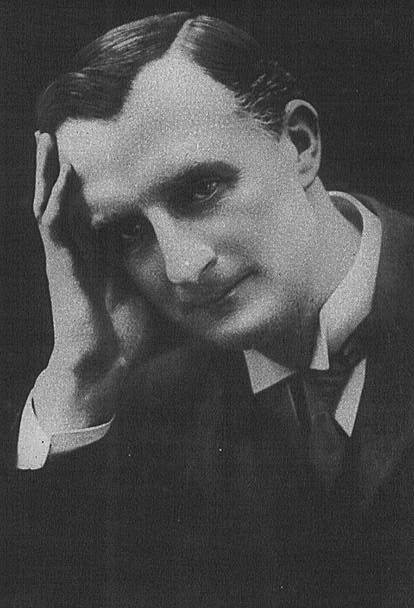
Edward Grey, minister spraw zagranicznych
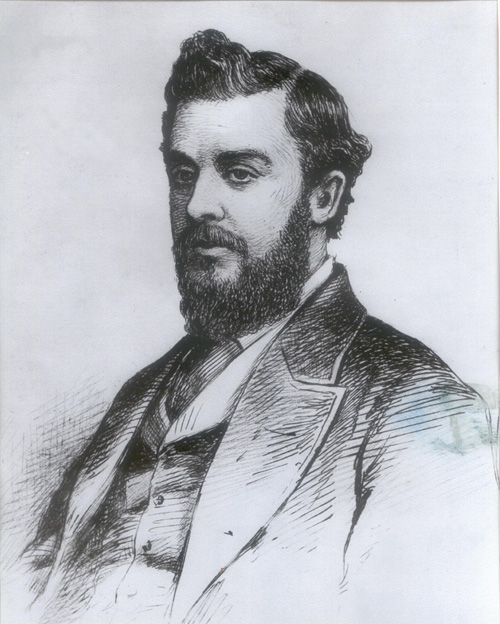
Hrabia Elgin, minister ds. kolonii
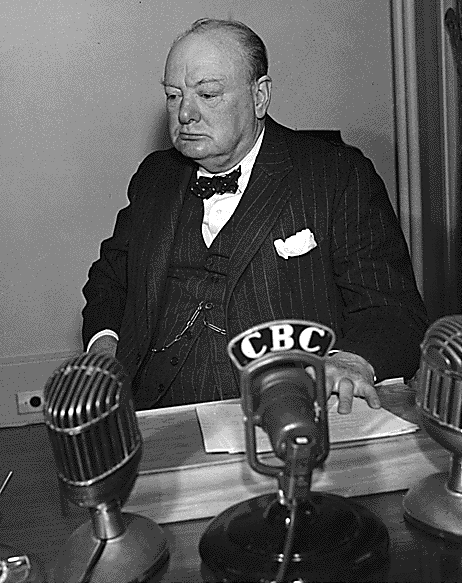
Winston Churchill, podsekretarz stanu w ministerstwie ds. kolonii
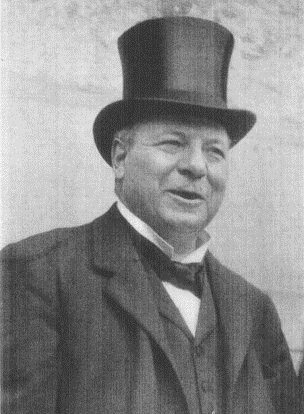
Richard Haldane, minister wojny
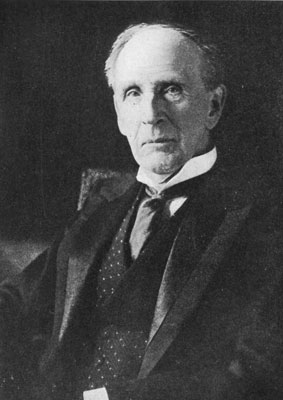
Wicehrabia Morley, minister ds. Indii
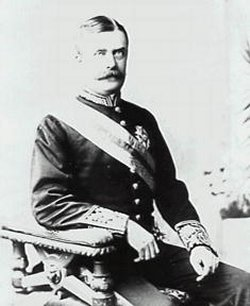
Hrabia Carrington, przewodniczący Rady Rolnictwa
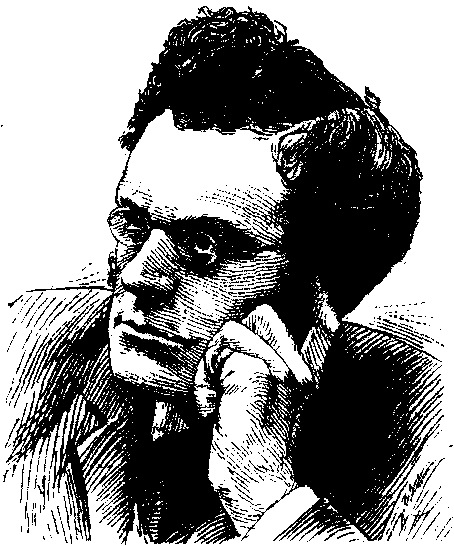
Augustine Birrell, przewodniczący Rady Edukacji, główny sekretarz Irlandii
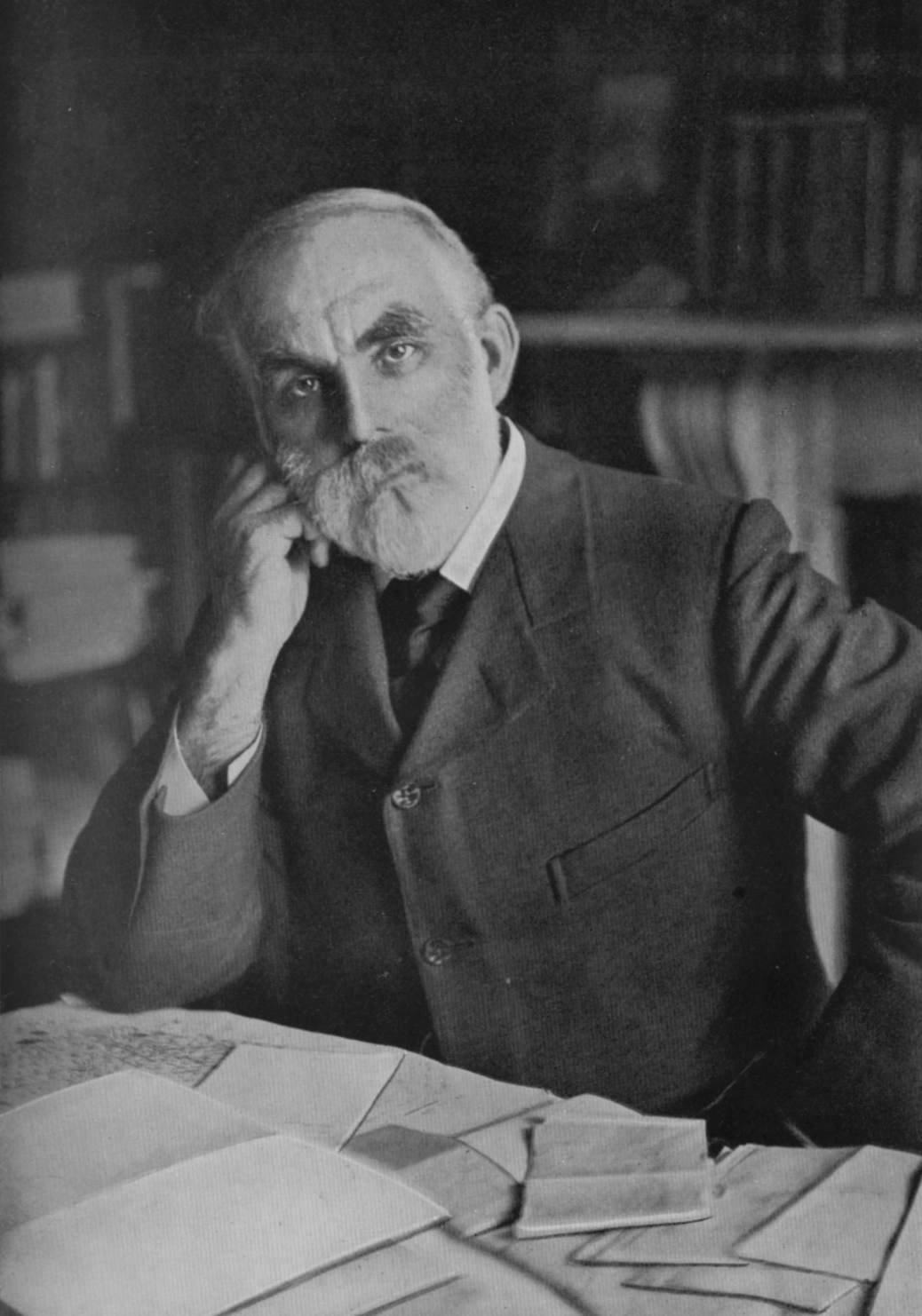
John Burns, przewodniczący Rady Samorządu Lokalnego
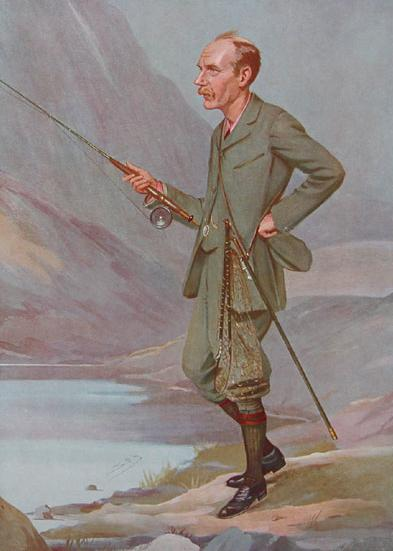
Sydney Buxton, poczmistrz generalny
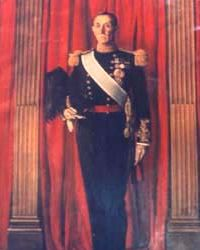
John Sinclair, minister ds. Szkocji
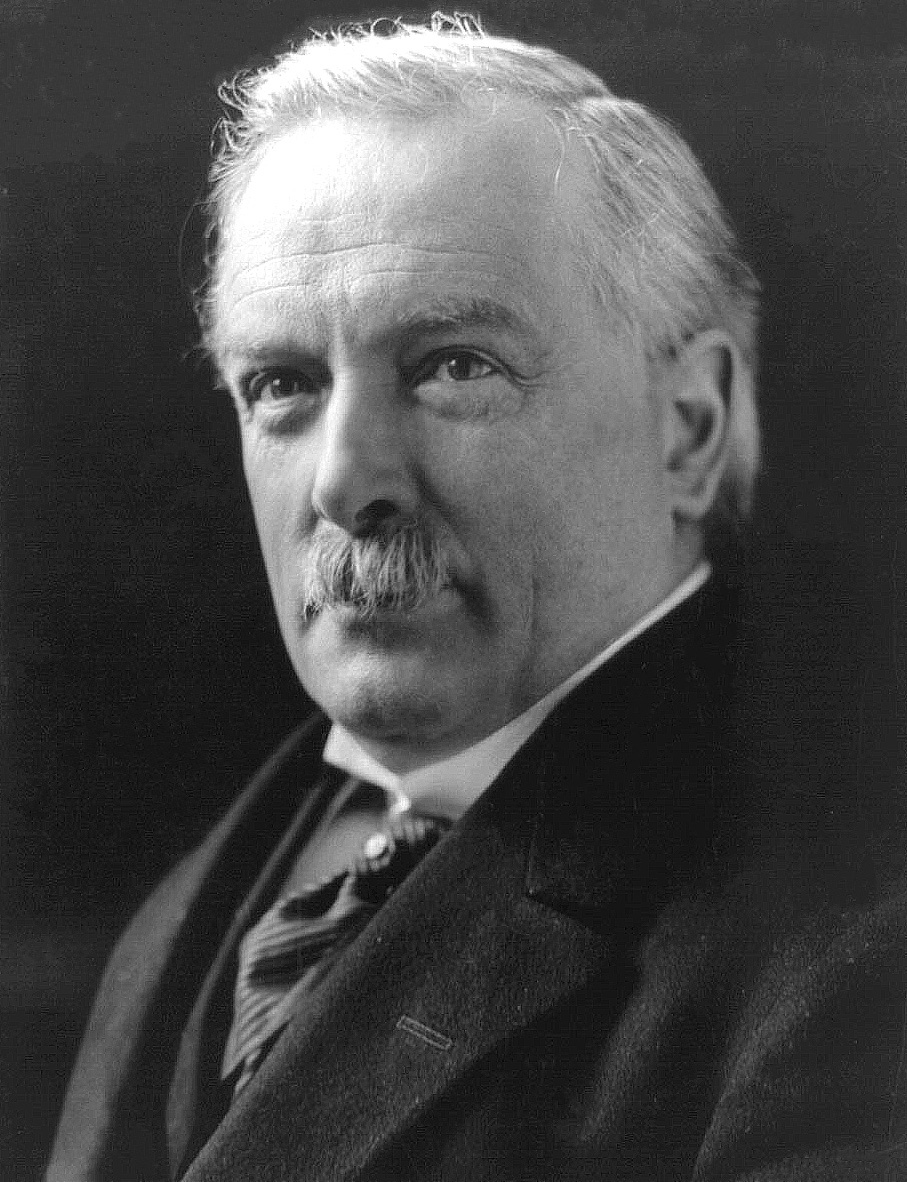
David Lloyd George, przewodniczący Zarządu Handlu
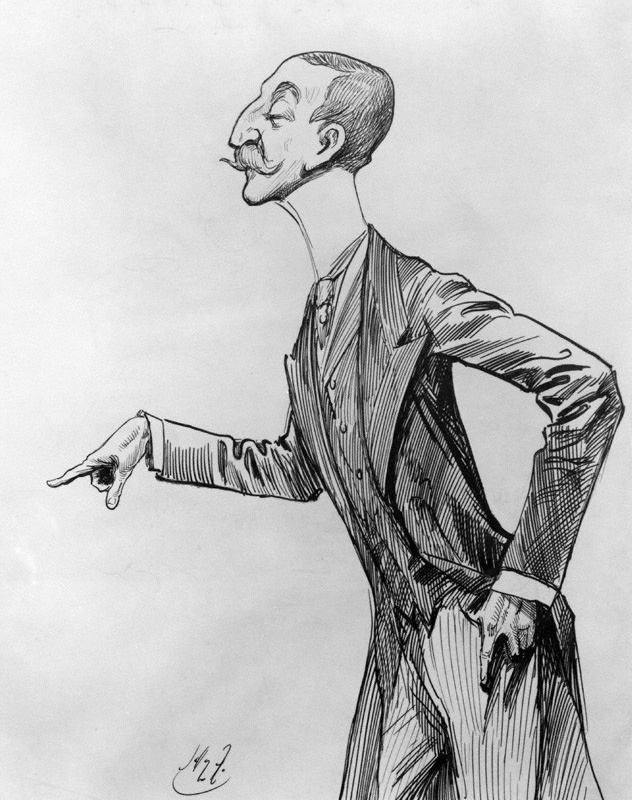
Lewis Harcourt, pierwszy komisarz ds. prac publicznych
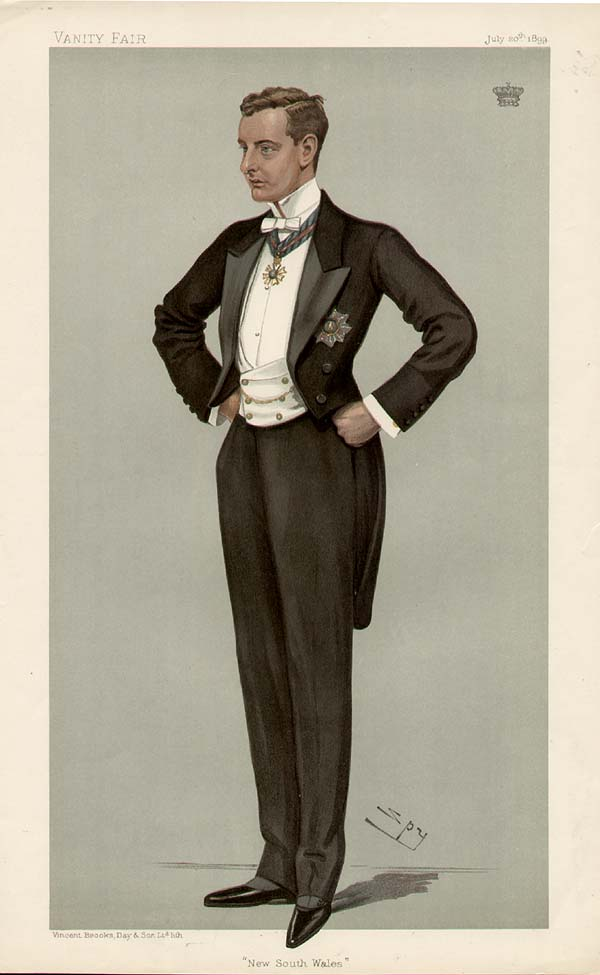
Hrabia Beauchamp, kapitan Gentlemen-at-Arms, lord steward
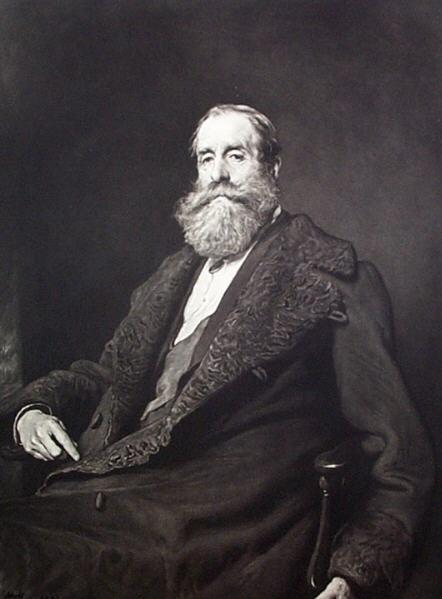
Wicehrabia Althorp, lord szambelan
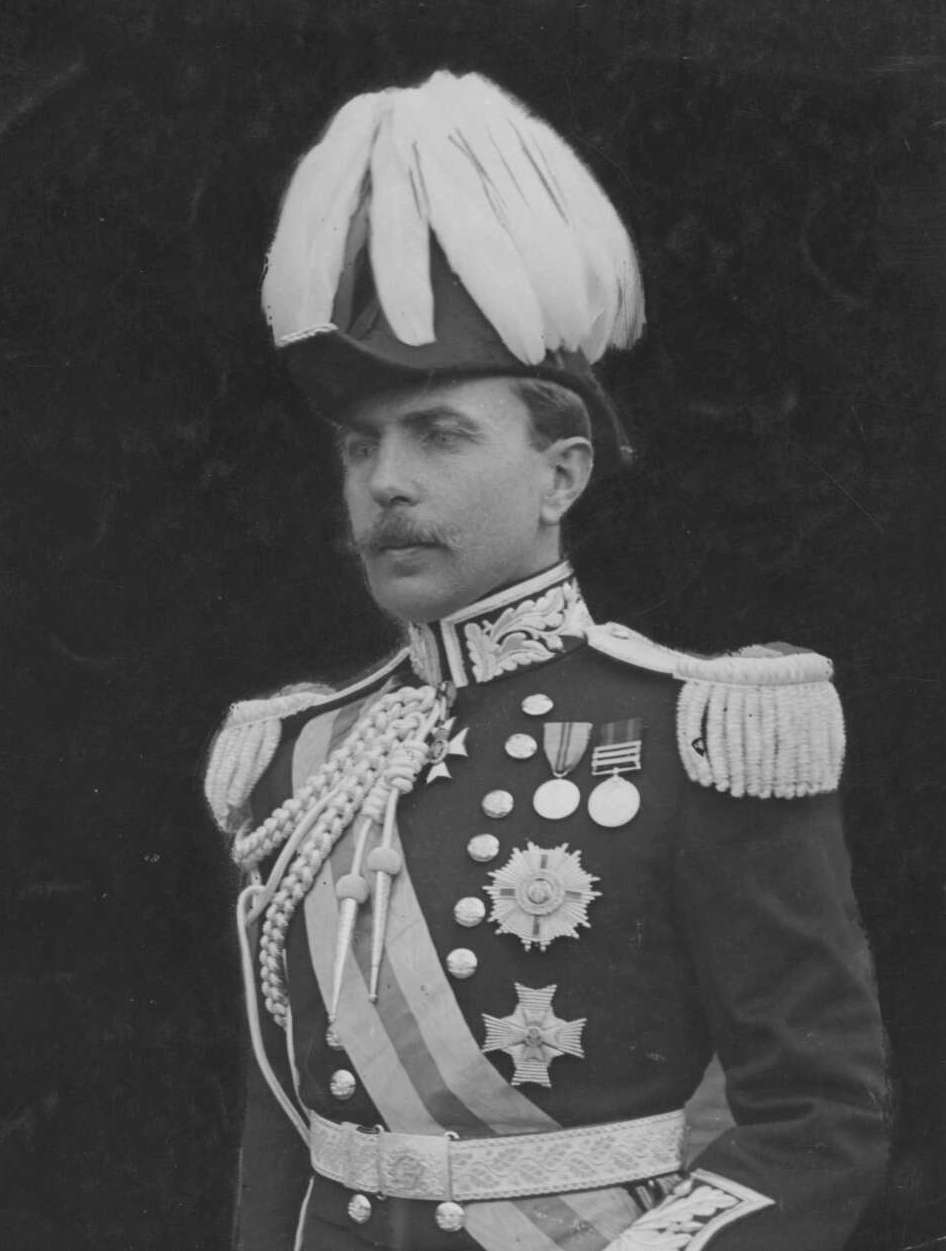
Baron Denman, lord-in-waiting, kapitan Gentelmen-at-Arms